# Coriobacterium
Coriobacterium es un género de bacterias grampositivas de la familia Coriobacteriaceae. Actualmente (2024) contiene una sola especie: Coriobacterium glomerans. Fue descrito en el año 1988. Su etimología hace referencia a bicho. El nombre de la especie hace referencia a aglomeración. Es anaerobia estricta e inmóvil. Tiene un tamaño de 0,44 μm de ancho por 1,8 μm de largo. Crece formando cadenas hasta 150 μm de longitud. Forma colonias filamentosas. Tiene un genoma de 2,1 Mpb y un contenido de G+C de 61%. Se ha aislado del tracto intestinal del insecto Pyrrhocoris apterus en Alemania. Tiene un papel endosimbionte en los insectos, interviniendo en su nutrición. Se transmite de forma vertical a través de los huevos, pasando así a la siguiente generación.